# يان إدواردز
يان إدواردز (بالإنجليزية: Ian Edwards)‏ (30 يناير 1955 في المملكة المتحدة - ) هو مدير الفندق ومدرب كرة قدم ولاعب كرة قدم بريطاني في مركز الهجوم. شارك مع منتخب ويلز تحت 21 سنة لكرة القدم ومنتخب ويلز لكرة القدم. أما مع النوادي، فقد لعب مع كريستال بالاس ونادي ريكسهام ونادي ريل ووست بروميتش ألبيون ونادي تشستر سيتي ونادي بورثمادوغ ومولد ألكسندرا ‏.

## وصلات خارجية
- يان إدواردز على موقع الاتحاد الأوربي (الإنجليزية)
- يان إدواردز على موقع قاعدة بيانات كرة القدم.إي يو (الإنجليزية)